# Bob Satterfield (dessinateur)

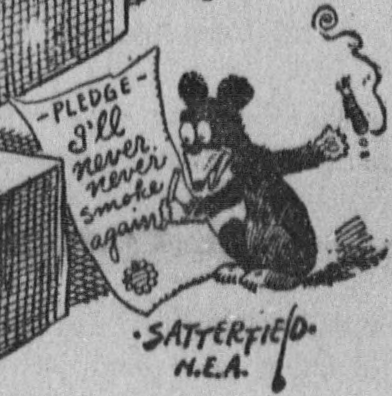
L'ours de « Sat » dans la bande dessinée de 1903. Cet ours apparaît souvent dans les dessins de presse de Satterfield. De la taille d'un rat, il commente la scène et participe au gag.

Robert William Satterfield dit Bob Satterfield, né le 18 octobre 1875 à Sharon en Pennsylvanie et mort en le 17 février 1958 à Glendale en Californie,, et également connu sous le nom de « Sat », est un dessinateur américain connu pour ses dessins éditoriaux. Il a également créé les bandes dessinées The Family Next Door, Oh Thunder et The Bicker Family, ainsi que les bandes quotidiennes Sat's Bear et Days We'll Never Forget, ainsi que Bizzy Bear,,.

## Biographie

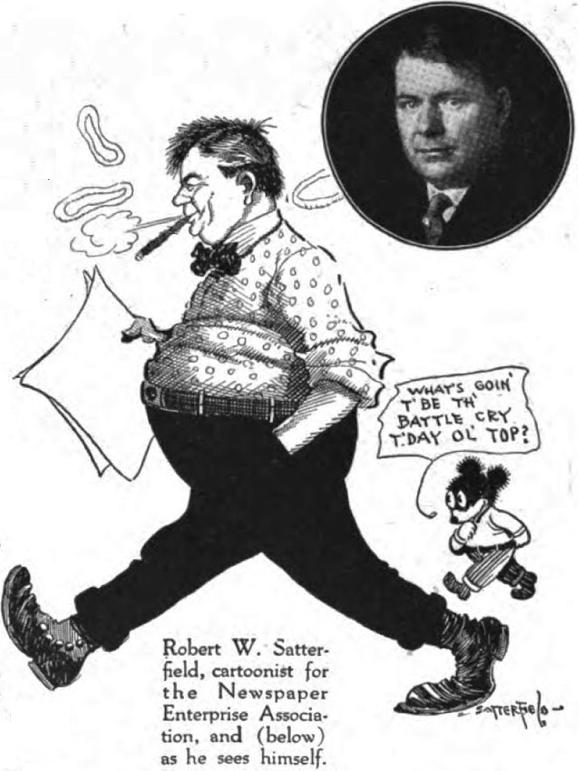
Autoportrait de Bob Satterfield (1916).

La carrière de Satterfield débute en 1896 lorsque, après avoir étudié l'art à temps partiel à Pittsburgh, il s'installe à Youngstown, dans l'Ohio, pour y travailler et commence à envoyer des caricatures non sollicitées (la plupart basées sur la campagne présidentielle de William Jennings Bryan) au Cleveland Press ; le rédacteur en chef du journal finit par en acheter une et engage Satterfield comme dessinateur régulier. En 1898, Satterfield est transféré au Kansas City World, où il assure la totalité du service artistique de ce journal pendant quatre ans, jusqu'en 1902, lorsque Mark Hanna l'engage comme dessinateur à plein temps pour le Cleveland News (en). En 1917, Editor & Publisher (en) affirme que son travail a « la plus grande diffusion de toutes les caricatures syndiquées » aux États-Unis.
En 1924, Satterfield signe un contrat exclusif avec Publishers Autocaster Service ; plus tard, il travaille pour la Newspaper Enterprise Association. En 1928, il produit Picture Life of a Great American, Pictorial Life of Herbert Hoover, un prototype de bande dessinée, en association avec la campagne présidentielle de Herbert Hoover,,
En 1934, il quitte le Cleveland News et rejoint le Green Bay Press-Gazette.